# Premio Internacional de Poesía Ciudad de Melilla
El Premio Internacional de Poesía Ciudad de Melilla es un premio literario anual otorgado  a una colección de poesía inédita por un autor de habla hispana. El Premio se creó en 1979 en honor a Miguel Fernández, el poeta más distinguido de Melilla, y está organizado por la Consejería de la Cultura de la Ciudad Autónoma de Melilla.
El Premio lo otorga en octubre un grupo de críticos y poetas renombrados, entre las festividades culturales organizadas por la UNED -Universidad Nacional de Educación a Distancia y el Ayuntamiento. En 2003 se estableció un finalista. El ganador del premio consigue 18 000 €, mientras el finalista gana 9000 €, y ambos libros son publicados bajo la propia colección del Premio por Visor, un editor de poesía.[cita requerida]
En el año 2014 se presentaron 425 poemarios, 438 en 2017 y 805 participantes en 2018 logrando un récord de participación. Los candidatos son mayoritariamente de España, Argentina, Colombia y Uruguay, pero también de los Estados Unidos y otras partes del mundo. A pesar de esto, solo tres poetas de fuera de España han ganado el premio, la nicaragüense Gioconda Belli en 2006, el mexicano Marco Antonio Campos en 2009 y la argentina Diana Bellessi en 2010.

## Ganadores
- 1979 Alfonso Canales, (España)
- 1980 Mariano Roldán, (España)
- 1981 Luis Rosales, (España)
- 1982 Miguel Fernádez, (España)
- 1983 Pedro Molina Temboury, (España)
- 1984 Fernando Quiñones, (España)
- 1985 Miguel Ángel Velasco, (España)
- 1986 Antonio Abad, (España)
- 1987 Elsa López, (España, nacido en Guinea Ecuatorial)
- 1988 Almudena Guzmán, (España)
- 1989 Pablo García Baena, (España)
- 1990 Arcadio López-Casanova, (España)
- 1991 Ángel García López, (España)
- 1992 Rafael Morales, (España)
- 1993 Javier Yagüe Bosch, (España)
- 1994 Felipe Benítez Reyes, (España)
- 1995 Vicente Gallego, (España)
- 1996 Juan Carlos Suñén, (España)
- 1997 Luis Antonio de Villena (España)
- 1998 Clara Janés, (España)
- 1999 Itzíar López Guil, (España)
- 2000 Ángeles Mora, (España)
- 2001 Benjamín Prado (España)
- 2002 Antonio Jiménez Millán, (España)
- 2003 Antonio Cabrera, (España)
- 2004 Francisco Díaz de Castro, (España)
- 2005 Luis Alberto de Cuenca, (España)
- 2006 Gioconda Belli, (Nicaragua)
- 2007 Miguel García-Posada, (España)
- 2008 Antonio Lucas, (España)
- 2009 Marco Antonio Campos,(México)
- 2010 Diana Bellessi, (Argentina)
- 2011 Manuel Vilas Vidal, (España)
- 2012 Juan Van Halen, (España)
- 2013 Eduardo García, (España)
- 2014 Juan Antonio González-Iglesias, (España)
- 2015 José Luis Rey, (España)
- 2016 José Antonio Mesa Toré, (España)
- 2017 Loreto Sesma, (España)
- 2018 Karmelo C. Iribarren, (España)
- 2019 Isabel Pérez Montalbán, (España)
- 2020 Javier Velaza Frías, (España)[7]